# St. Elisabeth (Laugna)

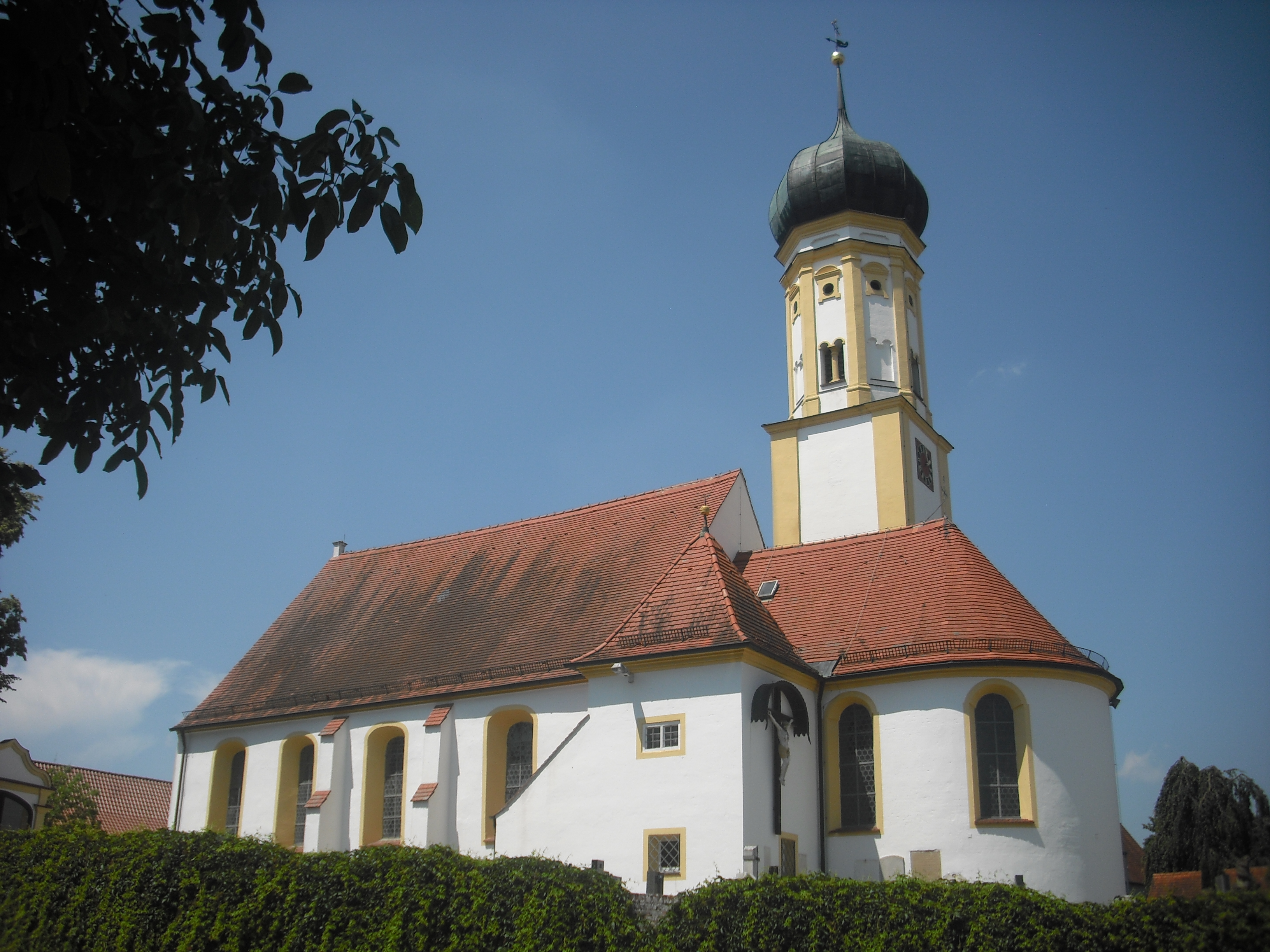
St. Elisabeth in Laugna

Die römisch-katholische Pfarrkirche St. Elisabeth steht in Laugna, einer Gemeinde im schwäbischen Landkreis Dillingen an der Donau in Bayern. Das Bauwerk ist in der Liste der Baudenkmäler in Laugna als Baudenkmal unter der Nr. D-7-73-143-1 eingetragen. Die Kirche gehört zum Dekanat Dillingen des Bistums Augsburg.

## Pfarrgeschichte
Die Pfarrei gehörte zunächst dem Kloster Ellwangen. Ulrich Marschalk von Oberndorf schenkte den vom Kloster Ellwangen erhaltenen, lehenbaren Kirchensatz mit Widum und Zehnten am 29. September dem Karthäuserkloster Christgarten in der Grafschaft Oettingen. Nachdem man das Kloster in der Reformationszeit aufgelöst hatte, gelangte die Pfarrei Laugna nacheinander an die Grafen von Oettingen, das Kloster Buxheim sowie 1720 an das Kloster St. Ulrich und Afra in Augsburg. 1725 stiftete der gräfliche Rat Heinrich von Aibling ein Frühmess-Benefizium mit der Verpflichtung, an Sonn- und Feiertagen die Frühmesse zu lesen sowie auf Verlangen des Pfarrers in der Seelsorge Aushilfe zu leisten. Nach der Säkularisation gehörte das Kirchenpatronat dem bayerischen König. In der Friedhofskapelle St. Anton fand früher jährlich eine Messe statt. Eingepfarrt war bis 1906 Bocksberg mit der Filialkirche Hl. Dreifaltigkeit und St. Leonhard, in der wöchentlich eine Messe gelesen wurde.

## Beschreibung

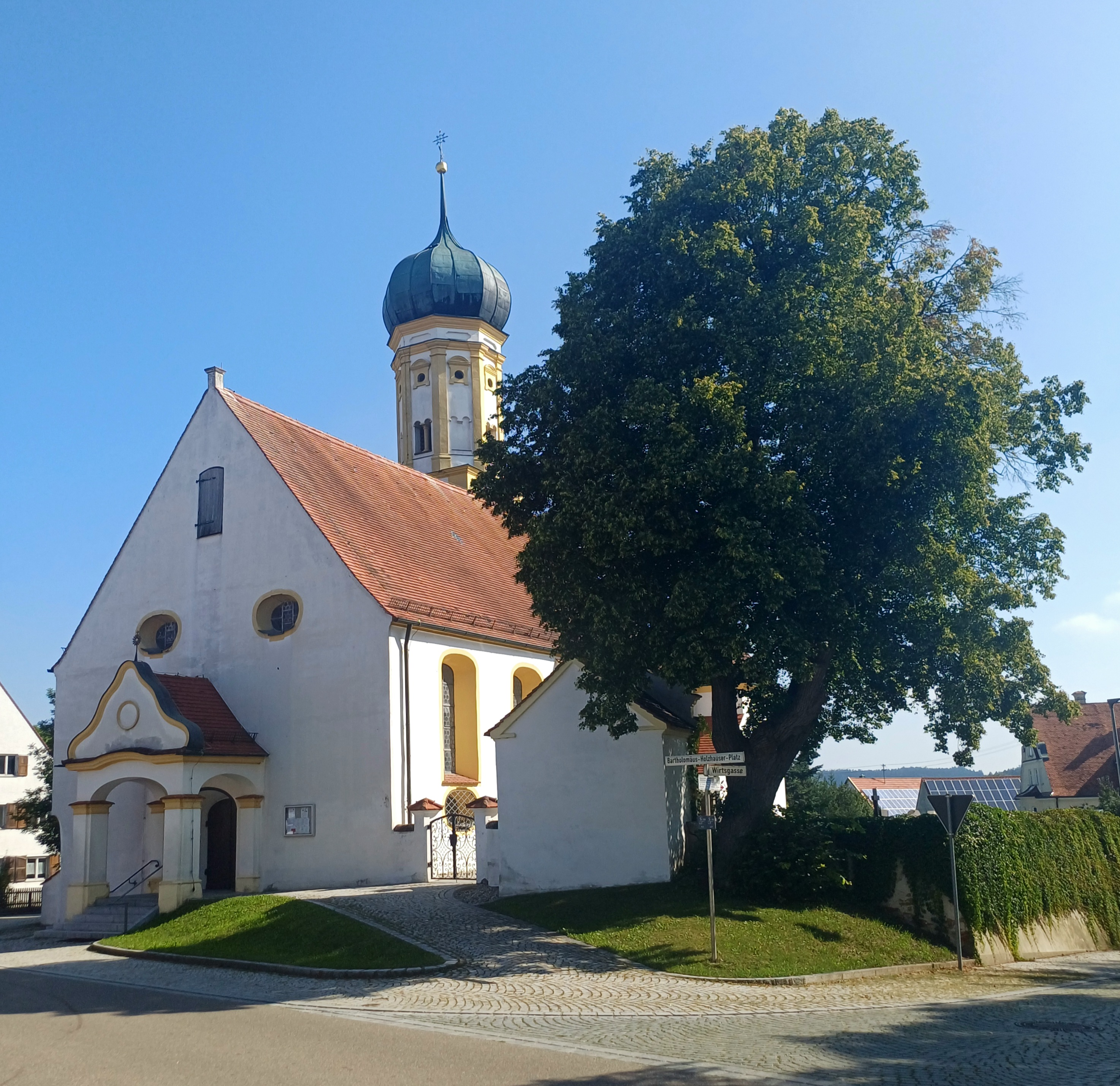
Straßenansicht

Die barocke Saalkirche besteht aus einem Langhaus, das 1716–1719 unter Verwendung von Teilen des gotischen Vorgängerbaus errichtet und 1908 nach Westen verlängert wurde, einem eingezogenen, halbrund geschlossenen Chor im Osten, einem Chorflankenturm auf quadratischem Grundriss an der Nordwand des Chors, die beide 1713 nach einem Entwurf von 1705 gebaut wurden, und der Sakristei an der Südwand des Chors. Das oberste quadratische Geschoss des Chorflankenturms enthält die Turmuhr, das darüber liegende achteckige mit Pilastern an den Ecken den Glockenstuhl. Darauf sitzt eine Zwiebelhaube. 
Der Innenraum des Langhauses ist mit einem Stichkappengewölbe überspannt. Das Bandelwerk von 1735 wird Balthasar Suiter zugeschrieben. In Medaillons im Chor befinden sich die Wappen der Fugger und des Hochstifts Augsburg. Der Hochaltar von 1908 wird von Statuen des Urbanus und des Leonhard von Limoges flankiert, die um 1525 in der Werkstatt von Daniel Mauch entstanden sind.
Die Orgel mit 14 Registern, zwei Manualen und einem Pedal wurde 1997 gebaut.